# Carlos Schwabe
Emile Martin Charles Schwabe, meglio conosciuto come Carlos (Altona, 21 luglio 1866 – Avon, 26 gennaio 1926), è stato un pittore e incisore tedesco naturalizzato svizzero appartenente alla corrente simbolista. È considerato uno dei precursori dell'Art Nouveau..

## Biografia

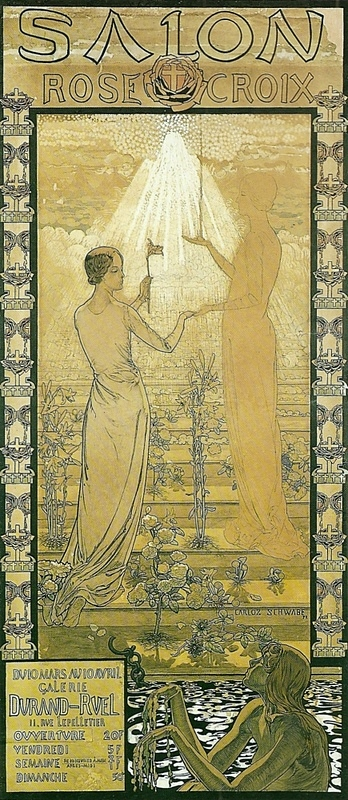
Carlos Schwabe, manifesto della prima esposizione dei Rosacroce, 1892, tecnica mista su carta, 177,6x81,8 cm, Museo nazionale delle belle arti (Argentina)

Nato ad Altona, un sobborgo di Amburgo, il 21 luglio 1866 dal commerciante Georges Henri Charles Auguste e da Jeanne Christine Henriette, nel 1870 si trasferisce con la famiglia a Ginevra dove frequenta per due anni la Scuola d'Arte Industriale dedicandosi prevalentemente allo studio dei motivi floreali per le decorazioni. Attratto dalle arti visive, dalla musica e dalla letteratura, nel 1884 si trasferisce a Parigi dove trova lavoro come disegnatore di carte da parati. In quegli anni realizza le sue prime opere, perfezionando da autodidatta il proprio stile pittorico che risulta fortemente influenzato dagli ambienti simbolisti che la capitale francese gli permette di frequentare.
Nel 1891 inizia la convivenza con Marie-Adélaïde Vari e in quello stesso anno nasce sua figlia Charlotte. È proprio in questo periodo che il suo dipinto Le campane della sera viene notato da Joséphin Péladan, scrittore ed esoterista rosacrociano che gli commissiona la realizzazione del manifesto per il primo Salon de la Rose Croix, tenutosi nella primavera del 1892. L'opera, caratterizzata da un misticismo ieratico, suscita interesse nell'ambiente artistico ed offre a Schwabe una discreta visibilità che gli consentirà di lavorare nel campo dell'editoria e di realizzare illustrazioni per opere di letterati come Émile Zola, Charles Baudelaire, Stéphane Mallarmé, Maurice Maeterlinck e Albert Samain.
Nel 1893 si trasferisce a Barbizon dove resterà fino al 1902, nel corso di questi anni intensi si sposa ufficialmente con Marie, realizza numerose illustrazioni per libri e riviste, come L'évangile de l'enfance e la Revue illustrée, riceve la medaglia d'oro all'Esposizione universale di Parigi, espone con successo presso la Società Nazionale delle Belle Arti, viene insignito del titolo di Cavaliere della Legion d'Onore e vede nascere i suoi figli Odette, Anne-Marie, Pierre e Marie.
Nel 1905 si trasferisce a Neuilly e nello stesso anno espone una serie di acquerelli presso il Salon d'Automne. Due anni dopo si trasferisce nuovamente nella capitale francese. Nel 1909 divorzia da Marie-Adélaïde e si lega sentimentalmente a Ombra Renée d'Ornjhelm con la quale si unisce in matrimonio nel 1913. In questi anni continua ad esporre e a ricevere critiche incoraggianti, tuttavia i lavori su commissione diminuiscono sensibilmente anche a causa delle cattive condizioni di salute dell'artista. Per far fronte ai problemi economici, Schwabe viene sostenuto dalla famiglia di Ombra e da un suo amico, il filosofo Gabriel Séailles. Nel 1923 si ammala di una grave forma di ulcera. Ricoverato all'ospedale di Avon, muore il 22 gennaio 1926.

## Arte

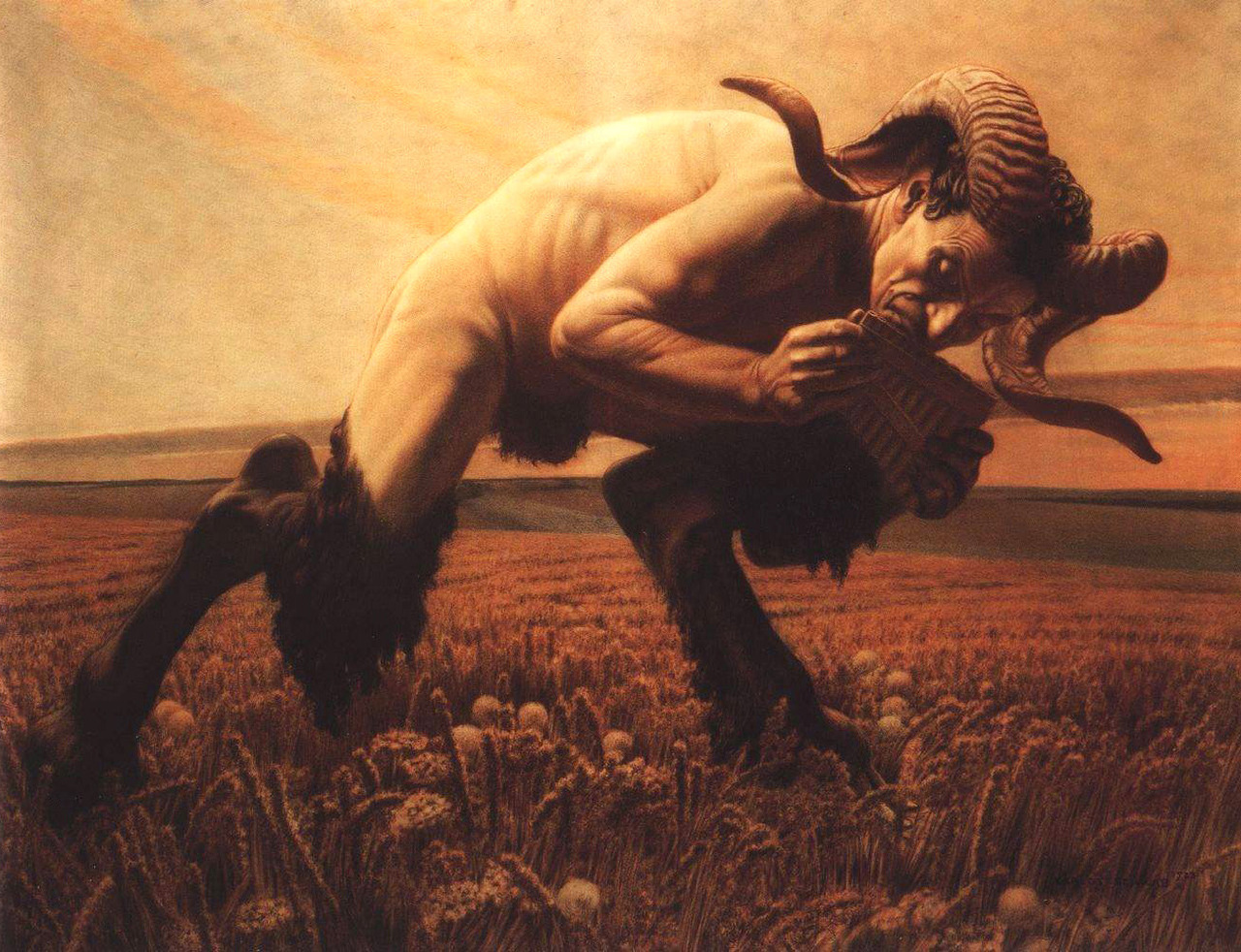
Il Fauno (1923)

Fin dai suoi esordi come giovane disegnatore di fiori stilizzati, Schwabe ha sempre percepito il mondo della natura come costante e inesauribile fonte di ispirazione, che negli anni della maturità artistica si è tramutata nel veicolo mediante il quale ha potuto affrontare i grandi temi esistenziali e spirituali, caricando gli elementi floreali di forti valenze simboliche ed evocative.
Sedotto dalle recenti esperienze simboliste e preraffaellite ed avendo rintracciato nelle tradizioni rinascimentali i punti cardine della propria formazione stilistica, Schwabe ha elaborato da autodidatta una minuziosa ricerca nel tratto che esprime al meglio nel disegno, più che nella pittura, il raffinamento di una sapiente tecnica personale già visibile nelle opere del primo periodo parigino e maturata negli anni nell'assidua ricerca di una purezza formale con evidenti rimandi al Dürer e a Mantegna.
Influenzato dagli ambienti esoteristi e dalla letteratura mitologica, Schwabe ha tradotto il proprio talento visionario in un mondo di figure fantastiche e allegorie ieratiche, indirizzando le proprie ossessioni verso l'elemento dominante dell'archetipo femminile, entità emblematica ricorrente, spesso concepita come immagine sacrale di purezza e incarnazione fascinosa della morte.

## Galleria d'immagini

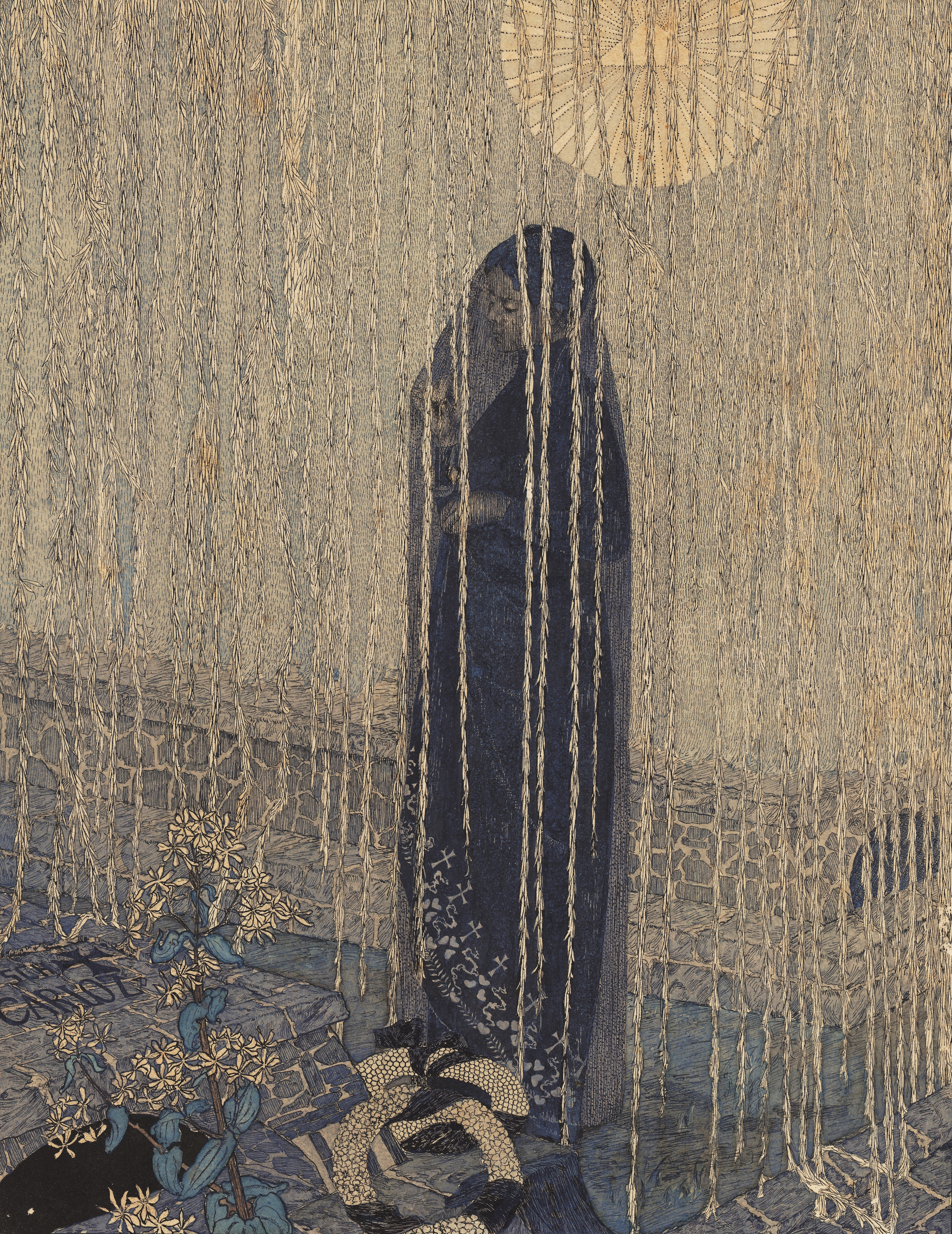
Il giorno della morte, 1892
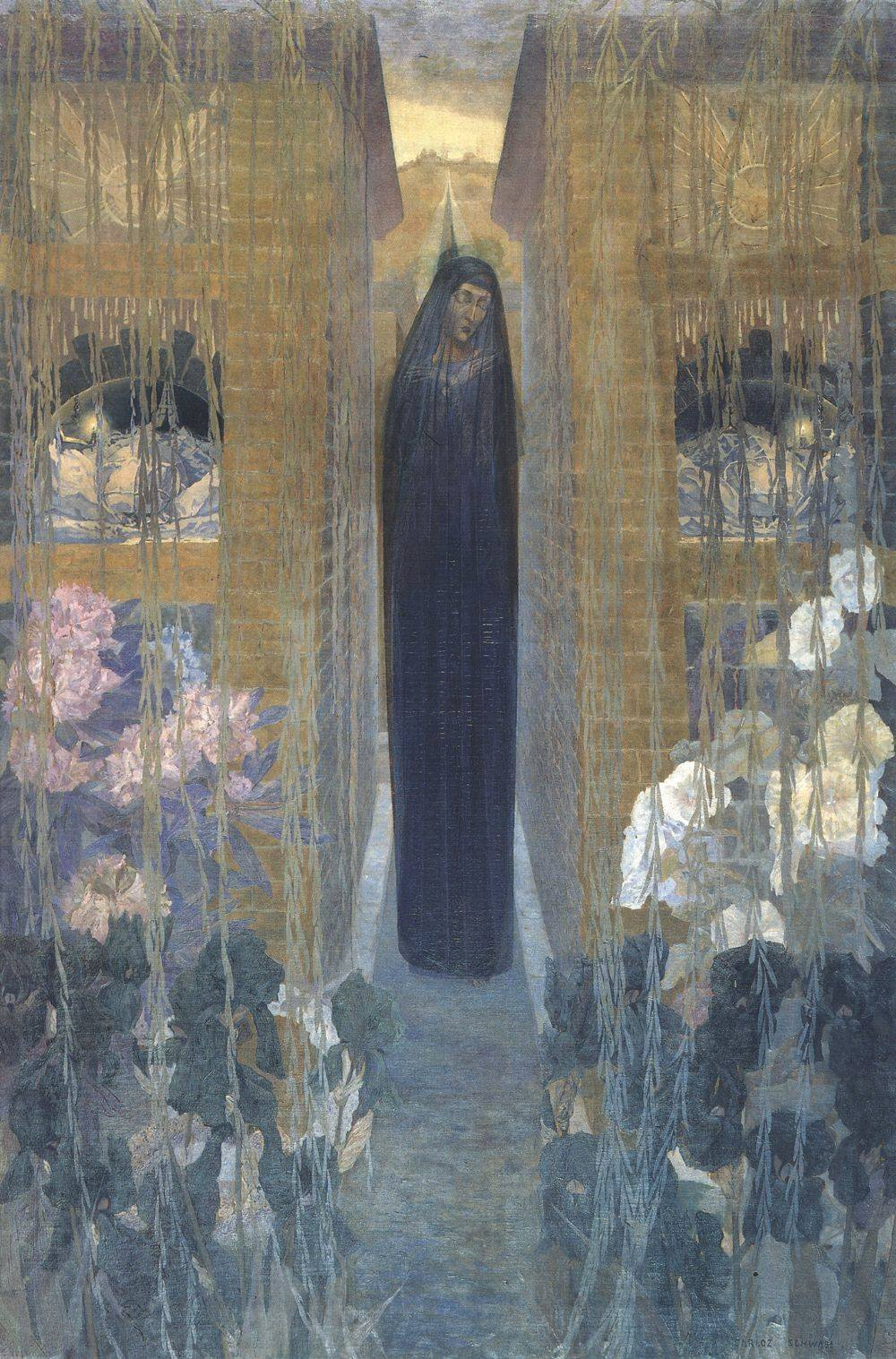
Il dolore, 1893
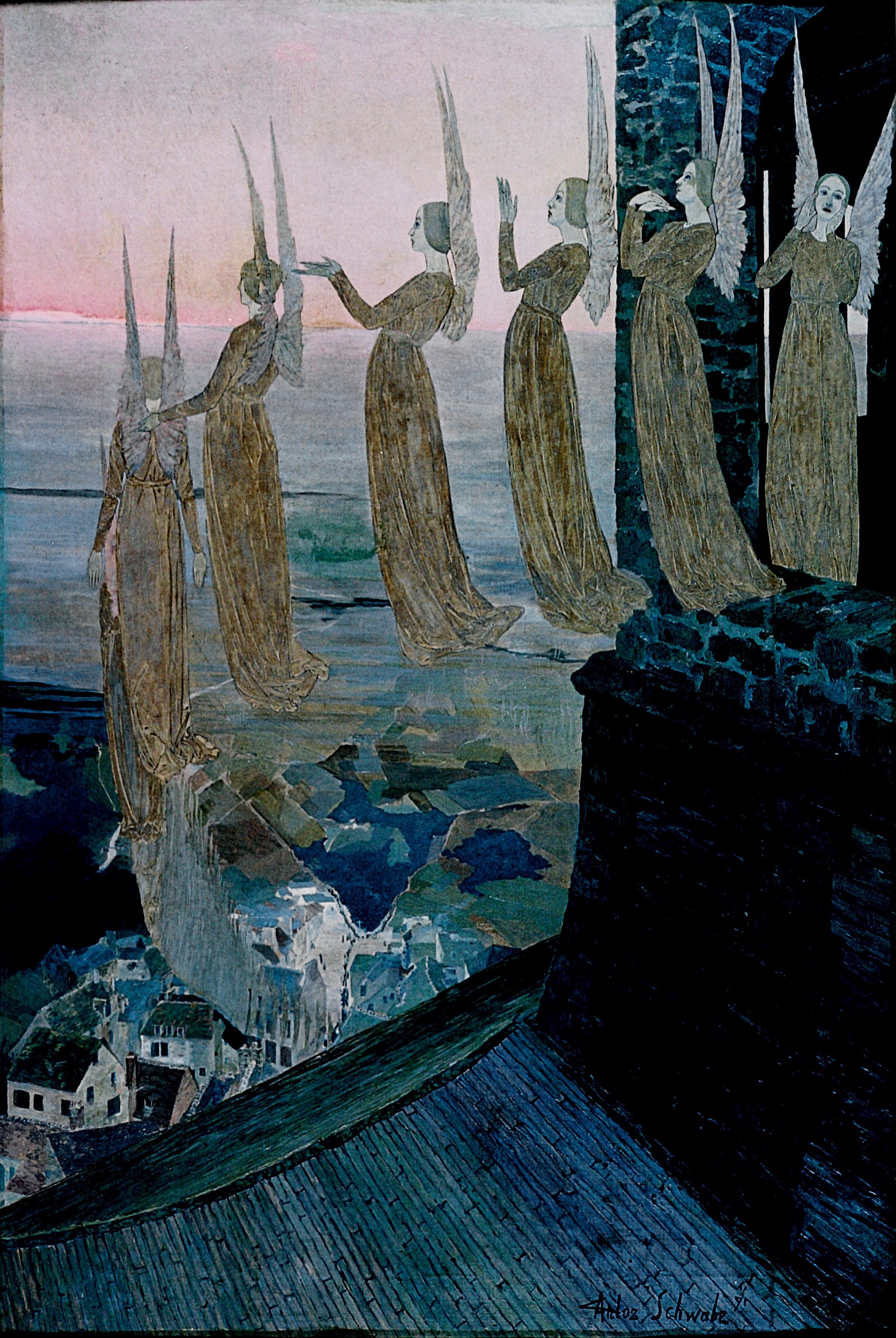
Le campane della sera, 1895
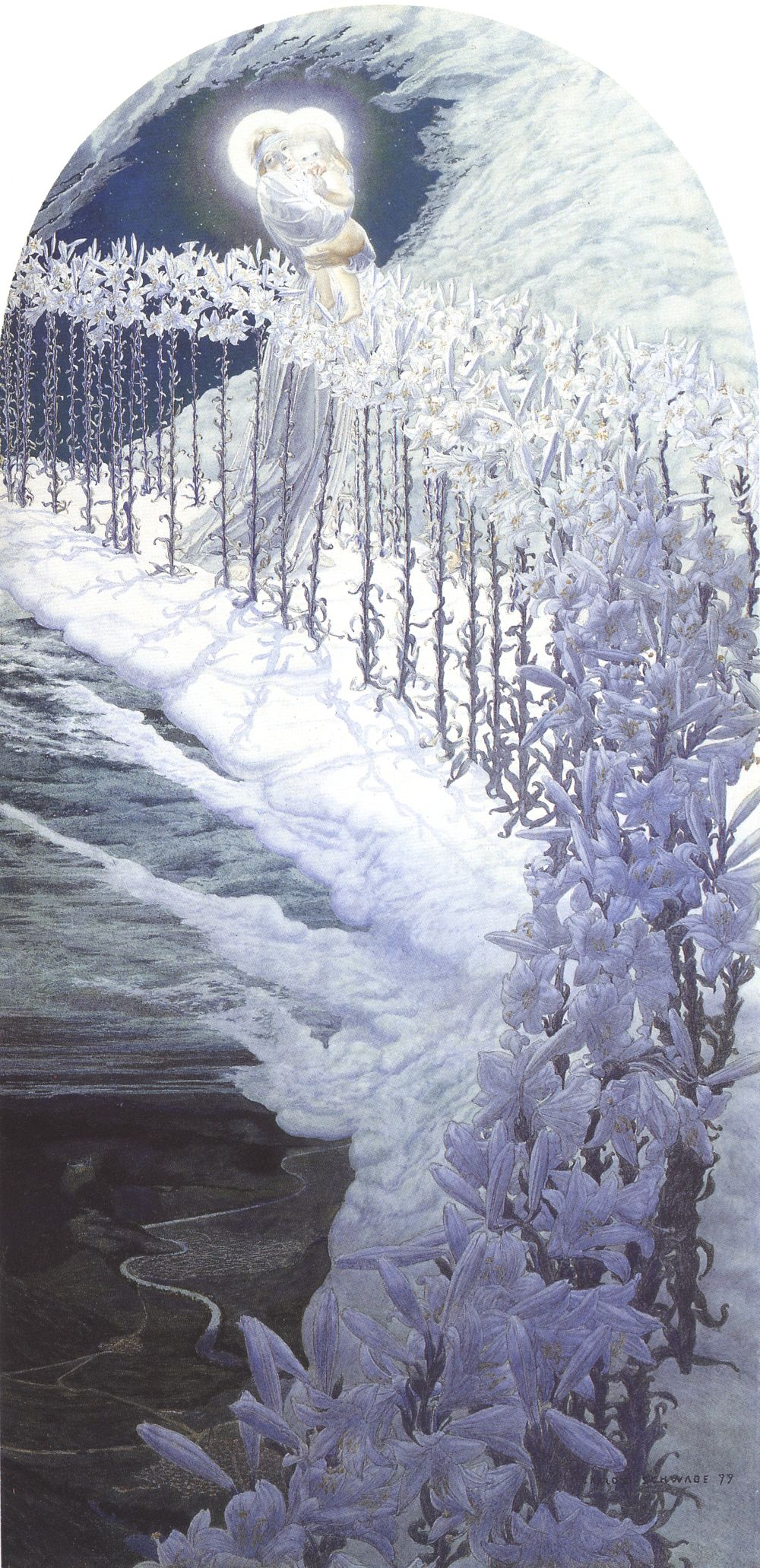
La vergine dei gigli, 1899
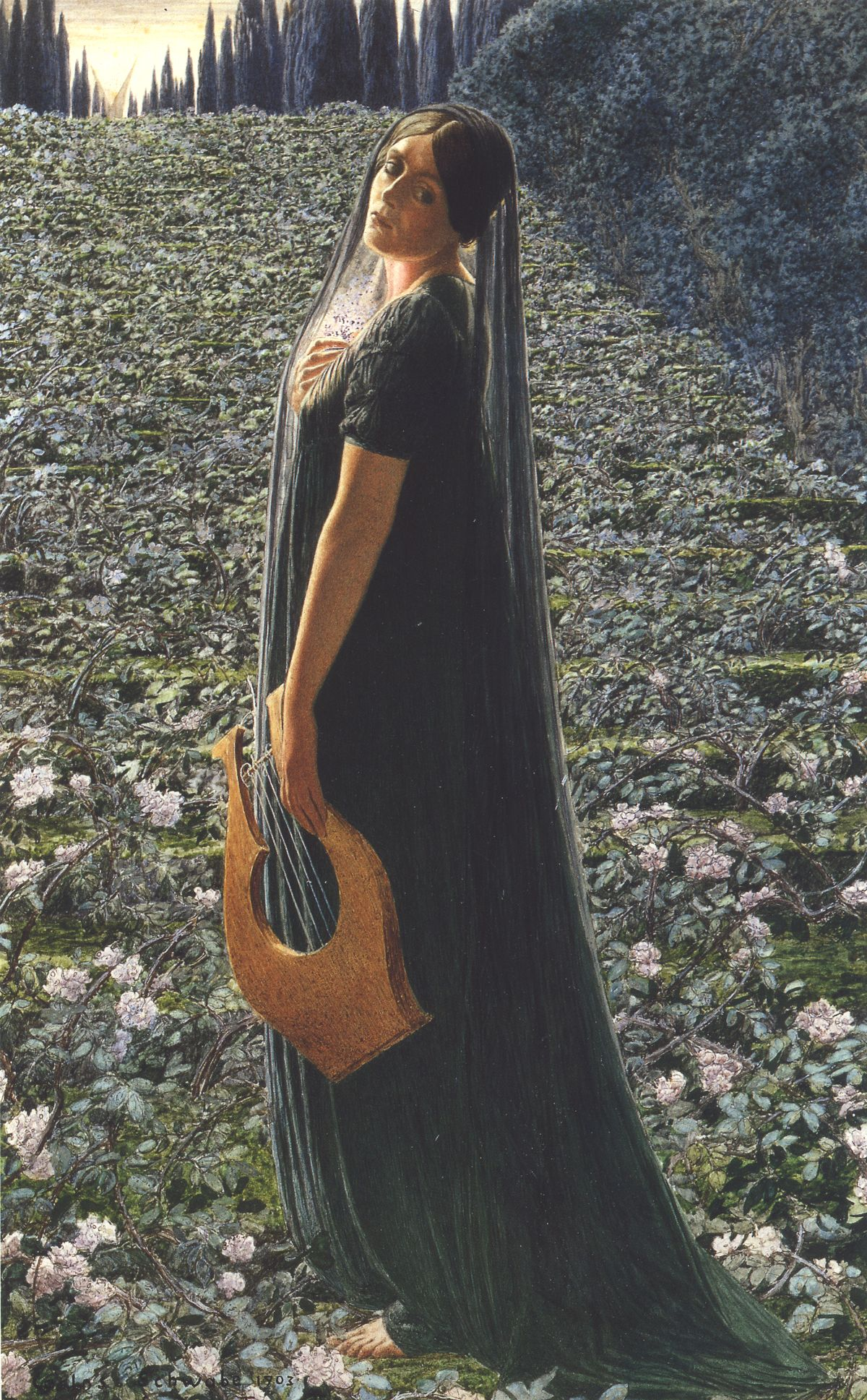
Campi Elisi, 1900
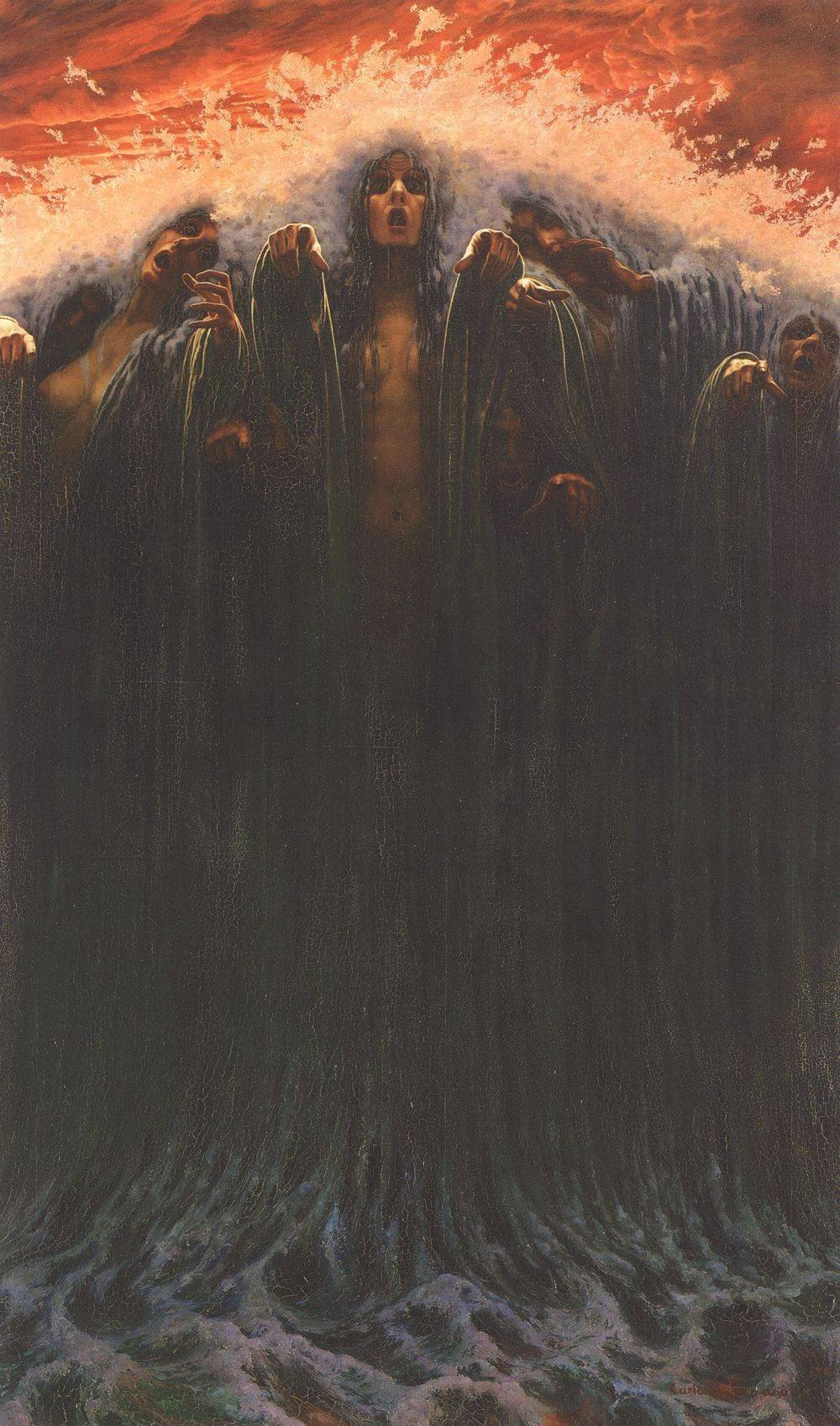
L'onda, 1907
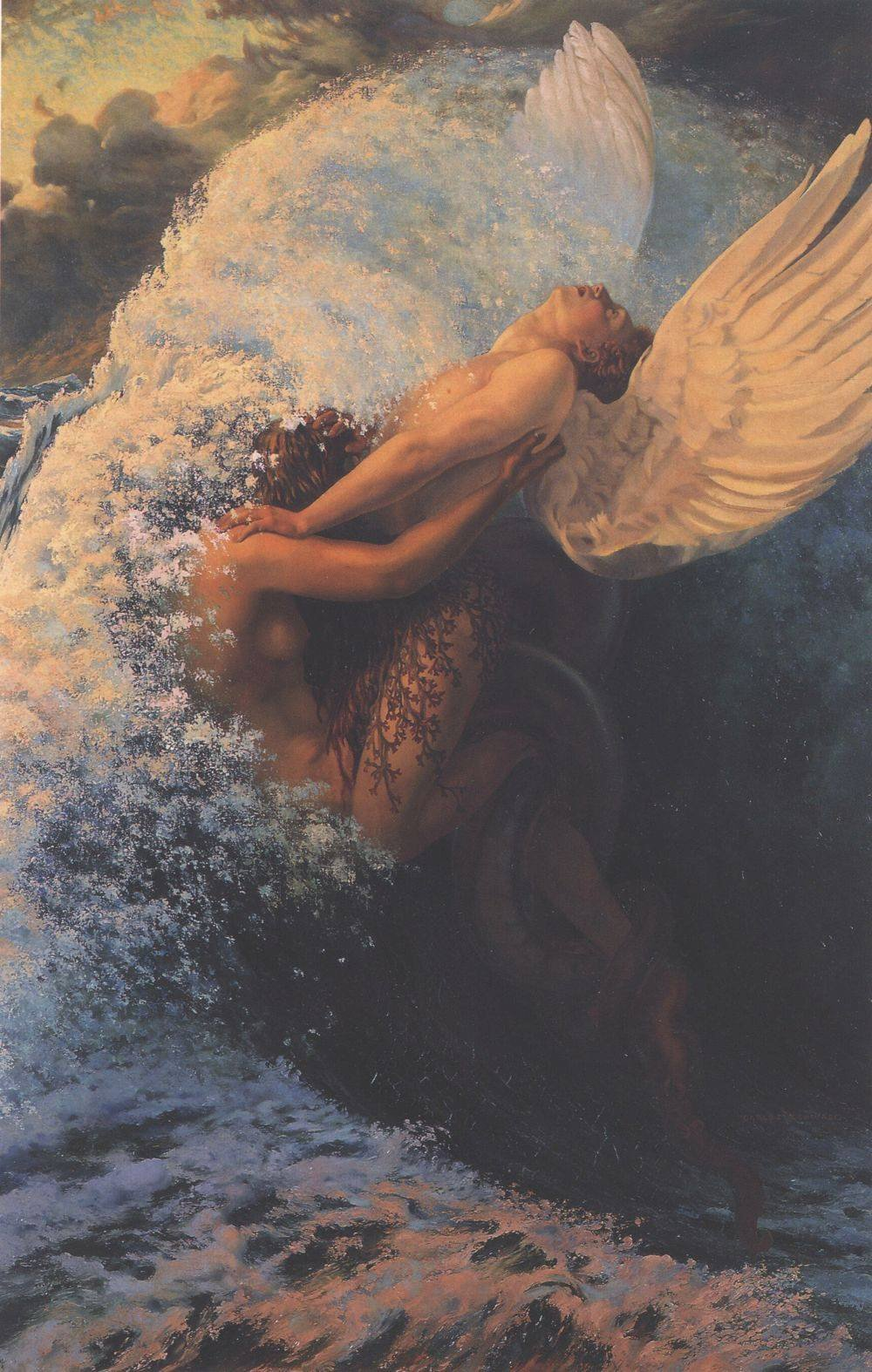
Spleen e Ideale, 1907
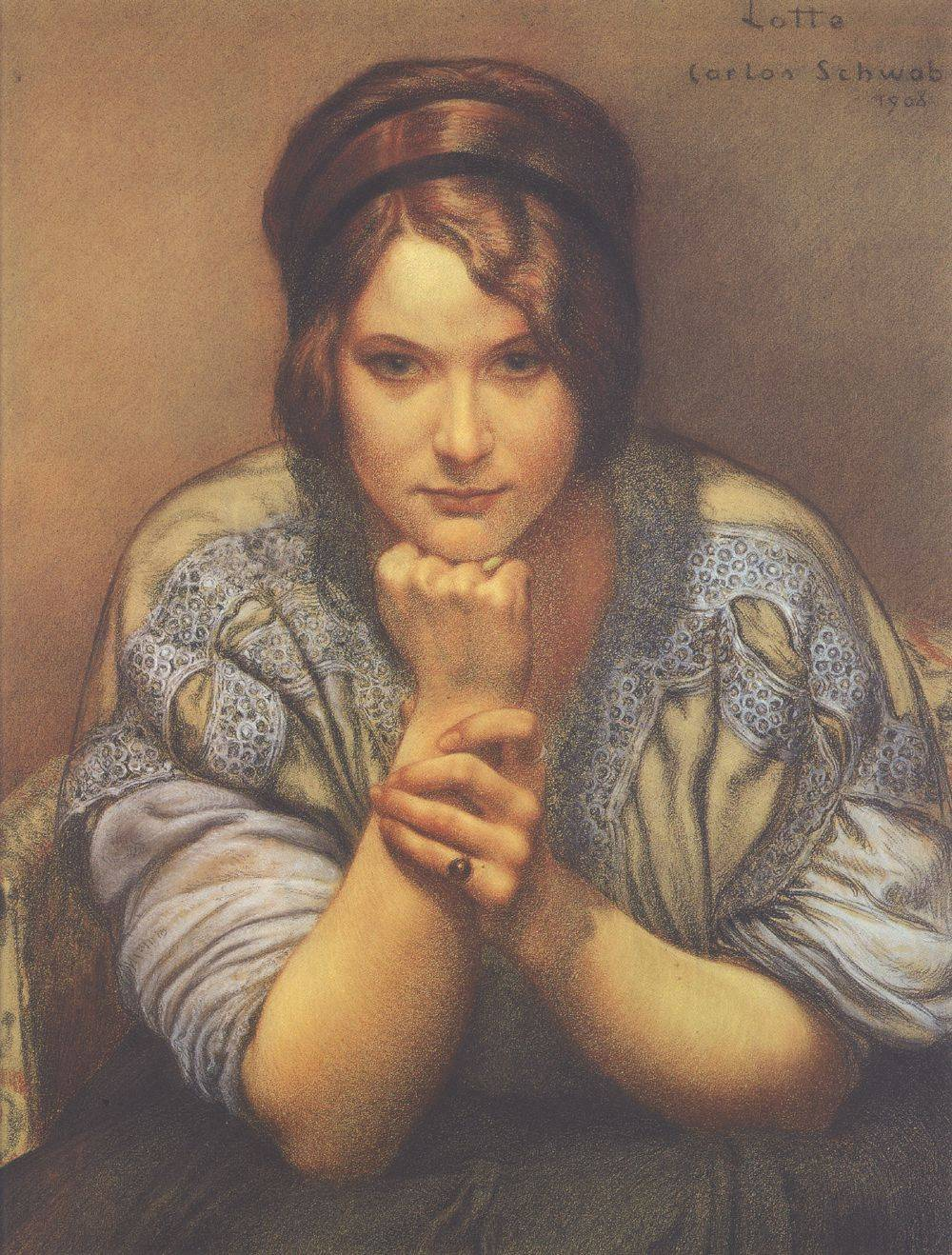
Ritratto della figlia Lotte,1908